# Leucochrysa (Nodita) vegana
Leucochrysa (Nodita) vegana is een insect uit de familie van de gaasvliegen (Chrysopidae), die tot de orde netvleugeligen (Neuroptera) behoort. 
Leucochrysa (Nodita) vegana is voor het eerst wetenschappelijk beschreven door Navás in 1925.